# 北大墳村
北大墳村（きたおおつかむら）は、かつて岐阜県養老郡に存在した村である。
現在の養老郡養老町北西部に該当し、牧田川沿いの村であった。
北大墳村が成立した際は多芸郡の村であったが、郡制施行後、養老郡の村となっている。

## 歴史
- 1882年（明治15年）1月10日 - 大塚村が多岐墳村[1]と北大墳村に分立する。
- 1889年（明治22年）7月1日 - 町村制により、北大墳村発足。
- 1897年（明治30年）4月1日[2] - 郡制に基づき多芸郡の一部と上石津郡が合併し、養老郡となる。当村は養老郡の村となる。
- 1897年（明治30年）4月1日 - 多岐村、直江村、飯積村、金屋村と合併し多芸村が発足。同日北大墳村廃止。